# Флаг Чекмагушевского района

Рисунок флага на официальном сайте Чекмагушевского района

Флаг муниципального образования Чекмагу́шевский район Республики Башкортостан Российской Федерации — опознавательно-правовой знак, служащий официальным символом муниципального образования.
Флаг утверждён 28 июня 2006 года и внесён в Государственный геральдический регистр Российской Федерации с присвоением регистрационного номера 3233.

## Описание
«Прямоугольное полотнище синего цвета с соотношением ширины к длине 2:3, воспроизводящее композицию герба Чекмагушевского района в синем, белом и жёлтом цветах».

## Обоснование символики
В основе флага — идея прославления труда земледельца.
Прекрасная природа края издавна привлекала людей на чекмагушевскую землю. Как свидетельствуют исторические и археологические материалы, человек проживал здесь с незапамятных времён, занимался скотоводством и земледелием. Поэтому серебряные плуги являются главными фигурами флага и олицетворяют труд земледельца.
Наверху раскрыл крылья серебряный жаворонок — символ весенних забот хлебопашца. Весной, когда на полях кипит работа, над головой хлебороба радостно поёт песенку сизокрылый жаворонок, предвидя благодатной волной качающиеся колосья, которые наливаются щедрым урожаем.
Синяя полоса олицетворяет чистоту помыслов, мир и благоденствие, дружбу народов разных национальностей, объединённых в единую дружную семью понятием «чекмагушевцы». Каждый из них — настоящий пахарь и сеятель.
Белый цвет (серебро) — символ совершенства, благородства, чистоты, мира и взаимного сотрудничества.
Жёлтый цвет (золото) на плуге символизирует трудолюбие народа, его оптимизм и стремление к высшим достижениям.